# L'Ange blond de Visconti
Pour plus de détails, voir Fiche technique et Distribution.
L'Ange blond de Visconti : Björn Andrésen, de l'éphèbe à l'acteur (Världens vackraste pojke) est un film documentaire suédois réalisé par Kristina Lindström (sv) et Kristian Petri (sv) et sorti en 2021.
Le film documente la vie de l'acteur et chanteur suédois Björn Andrésen.

## Synopsis
Après que Björn Andrésen a obtenu à 15 ans le rôle de Tadzio dans le film Mort à Venise de Luchino Visconti, le réalisateur italien commence à parler de lui comme du plus beau garçon du monde juste avant l'avant-première. Cette déclaration à son sujet le poursuivra tout le reste de sa vie.

## Fiche technique
- Titre français : L'Ange blond de Visconti : Björn Andrésen, de l'éphèbe à l'acteur[1]
- Titre original suédois : Världens vackraste pojke[2]
- Réalisateur : Kristina Lindström (sv), Kristian Petri (sv)
- Scénario : Kristina Lindström (sv), Kristian Petri (sv)
- Photographie : Erik Vallsten
- Montage : Hanna Lejonqvist, Dino Jonsäter
- Musique : Anna von Hausswolff, Filip Leyman
- Production : Stina Gardell
- Société de production : Mantaray Film
- Pays de production :  Suède
- Langues originales : suédois, italien, anglais, français, japonais
- Format : Couleurs et noir et blanc (images d'archives) - 2,39:1
- Durée : 93 minutes (version télé de 59 minutes)
- Genre : Film documentaire
- Dates de sortie :
  - États-Unis : 29 janvier 2021 (Festival de Sundance) ; 3 septembre 2021 (sortie nationale limitée)
  - France : 29 juin 2021 (Festival de La Rochelle) ; 1er novembre 2021 (diffusion télé[1])
  - Suède : 15 octobre 2021

## Distribution
- Annike Andresen : Elle-même - sa sœur
- Björn Andrésen : Lui-même
- Silva Filmer : Elle-même - amie de la mère de Björn
- Riyoko Ikeda : Elle-même - autrice de mangas
- Margareta Krantz : Elle-même - directrice de casting
- Ann Lagerström : Elle-même - ami d'enfance
- Johanna Lidén : Elle-même - archives de la ville de Stockholm
- Robine Román : Elle-même - sa fille
- Masatoshi Sakai : Lui-même - producteur de musique
- Miriam Sambol : Elle-même - gouvernante
- Hajime Sawatari : Lui-même - photographe
- Max Seki : Lui-même - imprésario
- Jessica Vennberg : Elle-même - petite amie

## Production
Le film a été réalisé par Kristina Lindström (sv), dont le film biographique sur l'homme politique Olof Palme a été nommé pour le prix Guldbagge 2013, et Kristian Petri (sv), qui a déjà réalisé plusieurs documentaires, notamment Brunnen sur le séjour d'Orson Welles en Espagne. Andrésen a déjà participé au documentaire de Petri Hotellet.